# Partido Acción Ciudadana
Die Partido Acción Ciudadana (PAC, deutsch ‚Bürgeraktionspartei‘) ist eine Partei der linken Mitte in Costa Rica.

## Geschichte
Sie wurde 2000 auf maßgebliche Initiative von Ottón Solís Fallas, einem ehemaligen Abgeordneten und Minister der Partido Liberación Nacional (PLN), gegründet. Mehrere der Gründungsmitglieder traten ebenfalls von der PLN über. Bei der Wahl 2002 errang die PAC mit einer gegen Korruption gerichteten Kampagne 14 Sitze im Parlament (ein Viertel der Gesamtzahl). Damit war sie dicht hinter den beiden etablierten Großparteien PLN und Partido Unidad Social Cristiana (PUSC), die beide deutliche Verluste hinnehmen mussten. Ihr Präsidentschaftskandidat Ottón Solís kam auf 26,2 % der Stimmen. Er erreichte zwar nur den dritten Platz, sein starkes Abschneiden auf Kosten der Kandidaten der etablierten Parteien löste aber zum ersten Mal seit fast fünfzig Jahren einen zweiten Wahlgang aus, da kein Kandidat das Quorum von 40 % erreichte. Damit endete das bis dahin herrschende faktische Zweiparteiensystem in Costa Rica.
Im Gegensatz zur PLN bezog die PAC – wie andere linke Parteien, Gewerkschaften und Nichtregierungs-Organisationen –  eindeutig Stellung gegen das Zentralamerikanische Freihandelsabkommen mit den USA und der Dominikanischen Republik (DR-CAFTA oder CAFTA-DR-U.S.). Bei der Wahl 2006 konnte sie ihren Erfolg noch ausbauen. Diesmal kam sie auf 17 Sitze (30 % der Gesamtzahl), Solís erreichte bei der Präsidentschaftswahl den zweiten Platz und unterlag dem PLN-Kandidaten Óscar Arias Sánchez mit einer Differenz von nur 1,2 Prozentpunkten. Arias’ Unterzeichnung des CAFTA wurde 2007 durch eine Volksabstimmung gebilligt. Die PAC konnte sich als zweitstärkste Partei des Landes etablieren und den Platz links der Mitte im politischen Spektrum Costa Ricas einnehmen, den die PLN durch ihre Zuwendung zu neoliberalen Reformen aufgegeben hatte. Die Unterstützung der PAC war in den Städten stärker als im ländlichen Raum, ihre Hochburgen lagen in der weiter entwickelten Metropolregion im zentralen Tal Costa Ricas. Bei der Wahl 2010 ging ihre Sitzzahl gleichwohl auf 12 zurück. Ottón Solís, der zum dritten Mal als Präsidentschaftskandidat antrat, kam erneut auf den zweiten Platz, diesmal jedoch mit großem Abstand zur Gewinnerin Laura Chinchilla (PLN). 
2014 war der Präsidentschaftskandidat der PAC Luis Guillermo Solís Rivera. Da sein Rivale Johnny Araya von der konservativen Regierungspartei PLN aus dem  Wahlkampf ausgestiegen war, war Solís als alleiniger Kandidat ins Rennen gegangen und gewann am 6. April 2014 mit 77,8 % die Wahl zum Präsidenten. Die Präsidentschaftswahl 2018 gewann mit Carlos Alvarado Quesada wiederum ein Kandidat der PAC. Bei der Parlamentswahl 2022 stürzte die PAC auf 2,15 Prozent ab und verlor sämtliche ihrer Sitze in der Legislativversammlung. Ihr Präsidentschaftskandidat, der ehemalige Wirtschaftsminister Welmer Ramos González, kam gleichzeitig nur auf 0,7 Prozent der Stimmen.